# Shipwrecked in Oslo
Shipwrecked in Oslo è il primo DVD del gruppo musicale avantgarde metal degli Arcturus. È stato registrato il 17 settembre 2005 al Rockefeller di Oslo.

## Tracce
1. Introduction
2. Ad Absurdum
3. Nightmare Heaven
4. Shipwrecked Frontier Pioneer
5. Alone
6. Deception Genesis
7. The Chaos Path
8. Tore Guitar Solo
9. Deamon Painter
10. Nocturnal Vision Revisited
11. Painting My Horror
12. Steinar Keyboard Solo
13. Hufsa
14. Master Of Disguise
15. Knut Guitar Solo
16. White Noise Monster
17. Reflections
18. Raudt Og Svart

## Formazione
- Vortex (Simen Hestnæs) - voce
- Tore Moren - chitarra
- Knut Magne Valle - chitarra
- Steinard Johnsen - sintetizzatori e tastiere
- Hugh Mingay - basso
- Hellhammer (Jan Axel Blomberg) - batteria